# Слуховой стволомозговой имплантат
Слуховой стволомозговой имплантат (англ. auditory brainstem implant, ABI), или Стволомозговой имплантат (англ. brainstem implant) — экспериментальный медицинский прибор, позволяющий восстановить слух некоторым пациентам с глухотой невральной этиологии.

## Теоретические основания
Глухота может быть вызвана не только повреждением рецепторных (волосковых) клеток (англ. hairy cells) кортиева органа улитки, но и поражением VIII пары черепных (слуховых) нервов. В частности, подобное имеет место при опухоли — невриноме слухового нерва, а также в ряде случаев так называемой аудиторной нейропатии (англ. auditory neuropathy). Проблемы таких пациентов невозможно решить с помощью кохлеарных имплантатов.
Первые удачные операции по вживлению кохлеарных имплантатов больным с сенсоневральной тугоухостью способствовали возникновению ещё более смелой идеи — вживлять электроды имплантата не в улитку, а непосредственно в головной мозг, точнее, в локусы слуховых ядер (скоплений нейронов) ствола мозга.
Подобно кортиевому органу улитки и слуховому нерву, слуховые центры ствола мозга (англ. brainstem auditory center) — «переключательные ядра слуховой системы на пути к коре»  — кохлеарные и верхние оливарные ядра продолговатого мозга, нижние бугры четверохолмия среднего мозга, медиальные коленчатые тела метаталамуса также организованы тонотопически, поскольку в них разные локальные группы нейронов отвечают за восприятие различных звуковых частот. Однако в данном случае тонотопия выражена не так отчётливо, как в кортиевом органе. Более того, тонотопическая организация слуховых ядер ствола мозга индивидуальна для каждого человека. Следовательно, без предварительного обследования конкретного пациента невозможно узнать, какие именно участки ствола мозга отвечают за восприятие тех или иных звуковых частот.
Между тем, слуховые центры ствола мозга устроены гораздо сложнее, нежели кортиев орган или слуховой нерв. Поэтому принципы кодирования и передачи звуковой информации в них пока что изучены недостаточно. Всё это порождает массу практических вопросов, в том числе, куда, как и в каком количестве имплантировать электроды конкретному пациенту, как передавать звуковую информацию в мозг, минуя слуховой нерв.

## Практическая реализация
Из-за вышеописанных сложностей стволомозговые имплантаты, в отличие от кохлеарных, всё ещё остаются экспериментальными устройствами. В настоящее время стандартом лечения глубокой сенсоневральной тугоухости, при которой порог слышимости индивидуума превышает норму более, чем на 90 дБ (>90 dB HL), считается кохлеарная имплантация. Так, по всему миру было выполнено более 35 000 хирургических операций по поводу вживления кохлеарных имплантатов — и лишь несколько сотен операций стволомозговой имплантации (по состоянию на 2005 год). Пока что и слуховые аппараты, и кохлеарные имплантаты превосходят стволомозговые, предоставляя бо́льшие возможности распознавания речи и обеспечивая — по субъективным ощущениям пациентов — лучшее качество передачи звука.
Тем не менее, для ряда пациентов с потерей слуха невральной этиологии слуховая стволомозговая имплантация — единственная возможность вернуть слух, хотя бы частично. Для них это единственная альтернатива прозябанию среди абсолютного безмолвия — и здесь уже вопросы качества звукопередачи отходят на второй план. Невзирая на несовершенство сегодняшних технологий и недостаточную изученность нейрофизиологических механизмов передачи звука, многие пациенты всё же прибегают к стволомозговой имплантации — и приобретают способность распознавать речь, улучшая свою социальную адаптацию.
Так, стволомозговая имплантация может быть рекомендована специалистом как альтернативный метод электродного слухопротезирования (если невозможно проведение более предпочтительной в настоящее время операции — кохлеарной имплантации) при таких заболеваниях как двусторонняя дисплазия (неправильное развитие) лабиринтов, двусторонняя аплазия (отсутствие) или дисплазия слухового нерва.

## Стволомозговая имплантация: перспективы технологии
Есть надежда, что в результате накопления научной информации о строении и нейрофизиологических особенностях слуховых ядер ствола мозга и о принципах кодирования в них речевой информации будут разработаны более совершенные конструкции имплантатов. В конечном итоге специалисты решат проблему качества распознавания речи пациентами после стволомозговой имплантации, или, по меньшей мере, добьются такого же процента улучшений, который достигается сегодня при кохлеарной имплантации. В этом случае вживление стволомозговых имплантатов сможет выйти из ниши сугубо экспериментальных методов, став таким же стандартом лечения тяжёлой аудиторной нейропатии или последствий удаления невриномы слухового нерва, каким стала кохлеарная имплантация при тяжёлой сенсоневральной глухоте, вызванной повреждением волосковых клеток кортиева органа.

## Ограничения
Стволомозговая имплантация нецелесообразна в тех случаях, когда глухота вызвана первичным поражением слуховых ядер ствола мозга или центральных отделов слуховой системы, расположенных выше ствола, в височных долях коры головного мозга. Стволомозговые имплантаты, как и кохлеарные, малоэффективны у больных, долгое время живших вне звуковой среды — не пользовавшихся ранее слуховым аппаратом либо получавших от него недостаточную функциональную компенсацию. В последнем случае мозг начинает использовать незадействованные компоненты слухового анализатора для других целей, и «поле» для вживления электродной матрицы существенно сокращается.
Корковых слуховых имплантатов не существует, и вряд ли они будут созданы в ближайшее время. Проблема передачи звуковой информации непосредственно в кору головного мозга, в обход проводящих путей и ядер слухового анализатора, локализованных в стволе головного мозга, нерешаема при текущем уровне наших знаний о нейрофизиологических механизмах слуха. «В первичной слуховой коре кортикальные колонки расположены тонотопически для раздельной переработки информации о звуках различной частоты слухового диапазона». Кроме того, в слуховой коре происходят нейронные процессы, выделяющие из аудиопотока речевую информацию и выполняющие сложнейшую обработку прочих звуков. На сегодняшний день базовые принципы протекания этих процессов практически не изучены. Поэтому простое вживление матрицы электродов в зону слуховой коры не даст пациенту ничего, кроме восприятия непонятных шумов, совершенно не соответствующих звукам реального мира.